# Police municipale

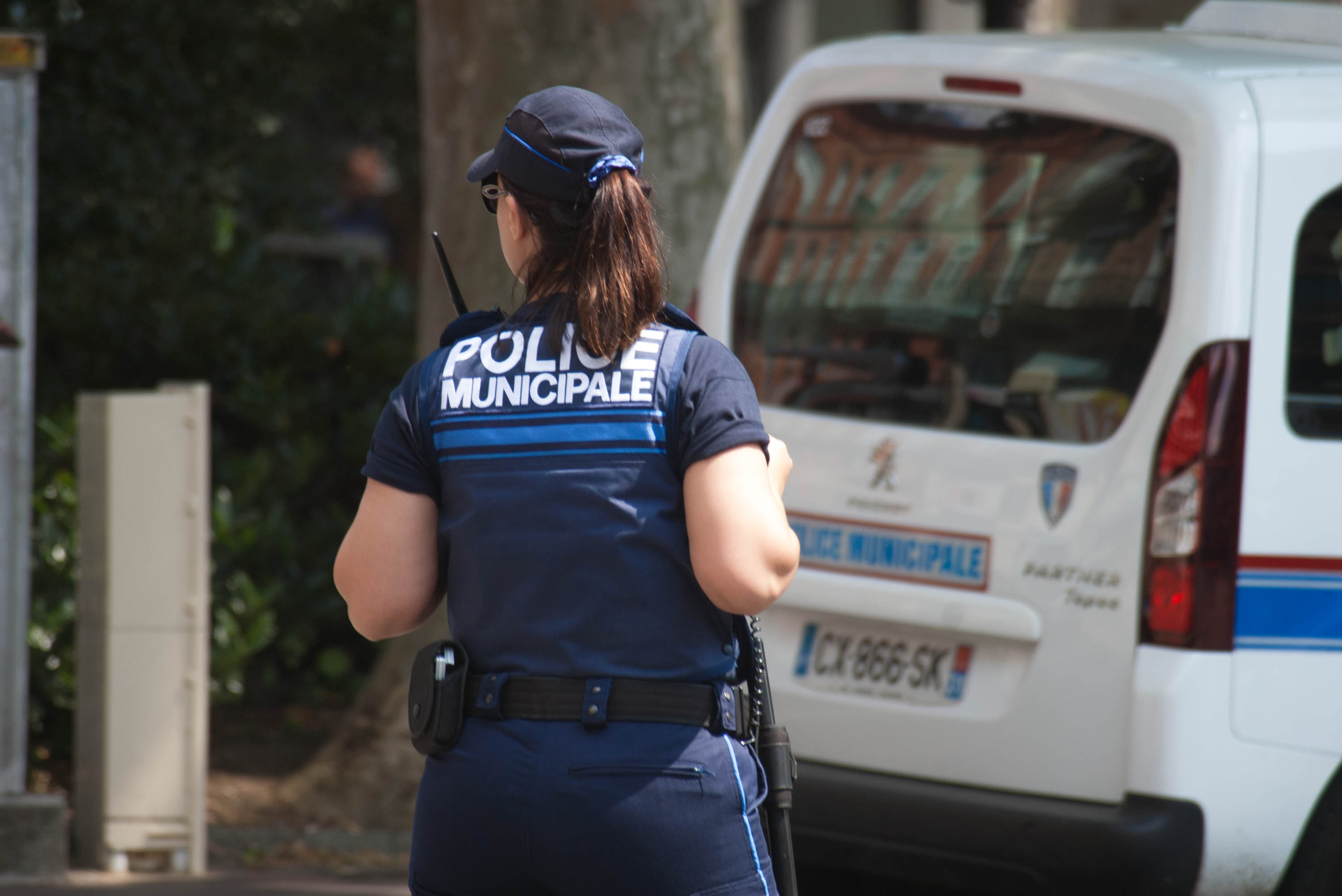
Stadtpolizistin in Toulouse (2014), im Hintergrund ein Einsatzfahrzeug

Die Police municipale (deutsch Stadtpolizei) ist in Frankreich ein Korps kommunaler, teilweise bewaffneter Beamter in Uniform. Sie nehmen polizeiliche Aufgaben wahr, die in der Hoheit der Gemeinden unter der Verantwortung von deren Bürgermeistern liegen, d. h. im Wesentlichen Aufgaben bezüglich der Wahrung der öffentlichen Ordnung und Sicherheit sowie der öffentlichen Hygiene.

## Organisation

Karte der französischen Gemeinden mit Stadtpolizeien (2014)

Mit insgesamt etwa 24.000 Angehörigen im Jahr 2020 bilden die Stadtpolizeien nach der Police nationale und der Gendarmerie nationale die zahlenmäßig drittstärkste Gruppe von Polizisten in Frankreich. Die Zahl der Stadtpolizisten variiert je nach Kommune zwischen 0 und mehreren hundert.
Auf kommunaler Ebene werden die Angehörigen der Police municipale ergänzt durch die Gardes champêtres, deren Aufgabenbereich hauptsächlich außerhalb geschlossener Ortschaften liegt, sowie durch die Agents de surveillance de la voie publique (ASVP), die Parkverstöße feststellen.

### Paris
In der Hauptstadt Paris gab es lange Zeit keine Police municipale. Erst 2021 führte Bürgermeisterin Anne Hidalgo, die lange Zeit selbst die Einrichtung einer Stadtpolizei in ihrer Stadt abgelehnt hatte, eine solche ein. Am 18. Oktober 2021 wurden die ersten 154 Pariser Stadtpolizisten in ihr Amt eingeführt. Sie sind mit einer Schutzweste, Tonfa und Tränengas ausgestattet, nicht jedoch mit Schusswaffen, was von Oppositionspolitikern kritisiert wurde. Die Pariser Stadtpolizei ergänzt und ersetzt zum Teil das bereits zuvor von der Stadt beschäftigten Sicherheitspersonal, das sich in zwei Korps aufteilte: die Inspecteurs de sécurité de la ville de Paris (ISVP) und die Agents de surveillance de Paris (ASP), die im Wesentlichen den ruhenden Verkehr überwachen und damit in etwa den ASVP im Rest des Landes entsprechen. 2021 gab es in Paris insgesamt 3500 ISVP und ASP. Bis 2026 soll nach Angaben der Stadtverwaltung vom Oktober 2021 die Zahl des städtischen Sicherheitspersonals auf 5000 wachsen, davon 3400 Stadtpolizisten.

## Aufgaben

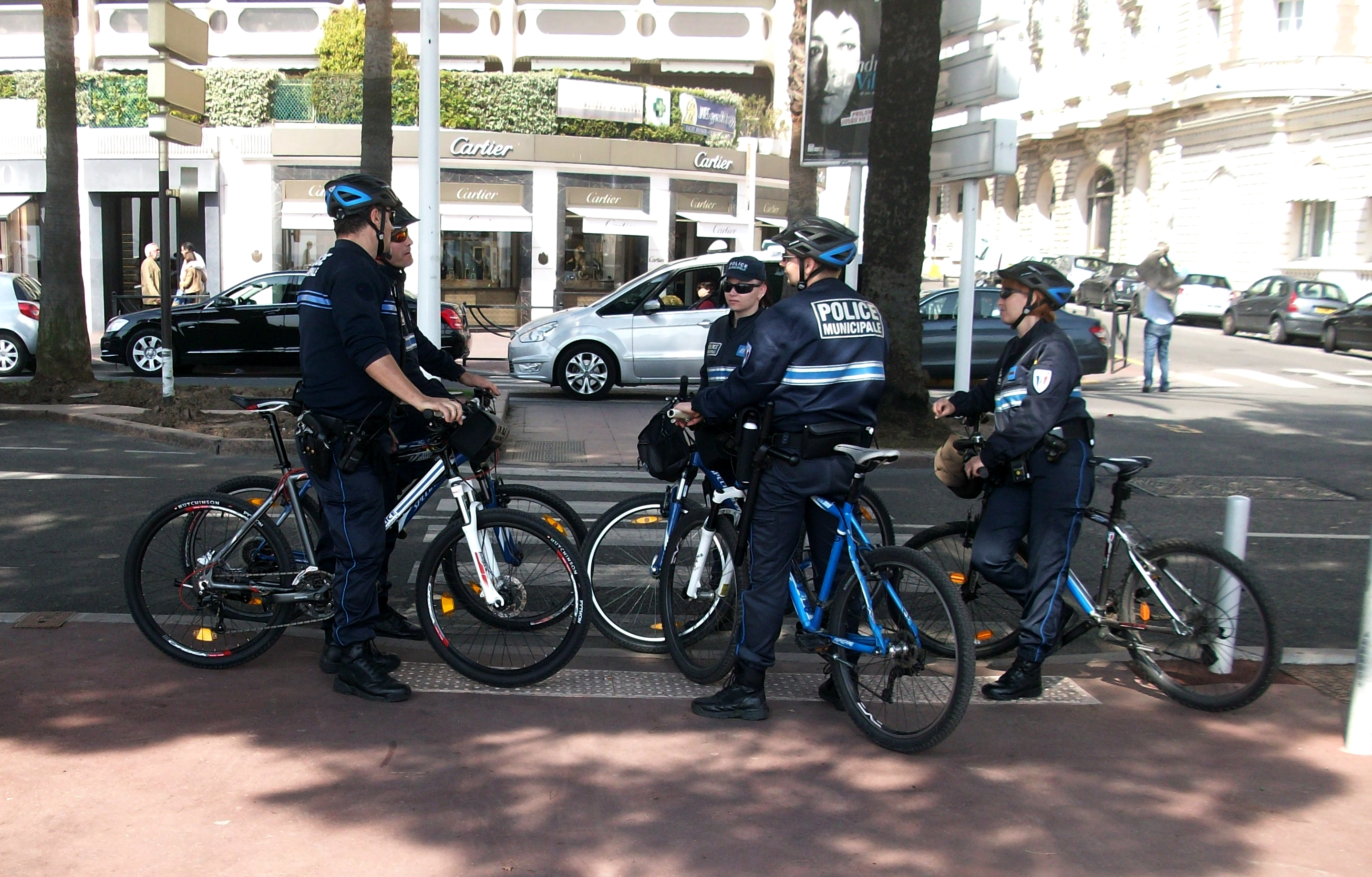
Stadtpolizisten auf Fahrrädern in Cannes (2013)

Der Kompetenzbereich der  Police municipale teilt sich in zwei wesentliche Bereiche auf:
Zum einen führen die Stadtpolizisten auf Anweisung des Bürgermeisters (Maire) Aufgaben zum Vollzug der von diesem angeordneten polizeilichen Maßnahmen aus. Dieser Aufgabenbereich, als Police administrative bezeichnet, entspricht in etwa dem eines deutschen Ordnungsamts bzw. kommunalen Ordnungsdienstes. Zu den Kompetenzbereichen in diesem Gebiet zählen bau- und feuerpolizeiliche Maßnahmen, die Regelung des ruhenden sowie teilweise des bewegten Straßenverkehrs, der Jugendschutz, der Umwelt- und Lärmschutz, Versammlungsverbote, Bestattungswesen sowie teilweise die Gewerbeaufsicht. Des Weiteren kann der Bürgermeister bei unmittelbarer Gefahr für die Sicherheit von Personen die vorläufige Zwangseinweisung psychisch auffälliger oder gestörter Personen anordnen.
Die Dienstaufsicht über die polizeilichen Maßnahmen der Bürgermeister üben die Präfekten aus. Im Zuständigkeitsbereich der Polizeipräfektur von Paris gelten bezüglich der Kompetenzen der Bürgermeister Sonderregelungen.
Der zweite wesentliche Aufgabenbereich der Police municipale ist die Amtshilfe für die ermittelnden Polizeibehörden der Police nationale und der Gendarmerie, d. h. den Bereich der Police judiciaire.
Zur Durchführung ihrer Aufgaben verfügen die Angehörigen der Police municipale über bestimmte polizeiliche Vollzugsrechte. Unter anderem dürfen sie
- Personalien feststellen,
- Alkoholkontrollen durchführen, Führerscheine einziehen, Fahrzeuge stilllegen und die Zulassungs- und Fahrerlaubnisregister abfragen,
- sich zu den gemeinschaftlich genutzten Teilen privater Wohngebäude Zugang verschaffen,
- Leibesvisitationen bei Sicherheitskontrollen und
- Gepäckkontrollen bei Großveranstaltungen durchführen.

## Erscheinung, äußere Merkmale

### Uniformen und Abzeichen

Abzeichen der Police municipale

Zur Uniformierung bestehen landesweit einheitliche, genaue Vorschriften. So muss die Uniform in bestimmten Blautönen mit dominierendem Dunkelblau gehalten sein. Die Worte „Police municipale“ müssen an bestimmten Stellen, darunter auf Brust und Rücken, in jeweils festgelegter Schriftgröße erscheinen. Am linken Ärmel oben befindet sich ein Armabzeichen. Dieses enthält den Schriftzug „Police municipale“, eine blau-weiß-rote Trikolore, fakultativ mit Eichen- und Lorbeerlaub, sowie die Buchstaben „RF“ für „République française“. Am rechten Ärmel oben kann die Kommune entscheiden, das Wappen der Stadt anzubringen.
Die Dienstgradabzeichen sind:
- Gemeindepolizeibeamten, Laufbahngruppe C:
  -  Gardien stagiaire Polizeimeisteranwärter
  -  Gardien Polizeioberwachtmeister
  -  Brigadier (nach vier Jahren effektiven Dienst als Gardien) Polizeimeister
  -  Brigadier-chef Polizeiobermeister (Als persönlicher Verleihung)
  -  Brigadier-chef principal Polizeihauptmeister
  -  Chef de police Polizeihauptmeister mit Amtszulage
- Gemeindepolizeibeamten, Laufbahngruppe B:
  -  Chef de service Polizeikommissar
  -  Chef de service principal de 2e classe Polizeioberkommissar
  -  Chef de service principal de 1e classe Polizeihauptkommissar
- Gemeindepolizeibeamten, Laufbahngruppe A:
  -  Directeur de police municipal Polizeirat

### Fahrzeuge

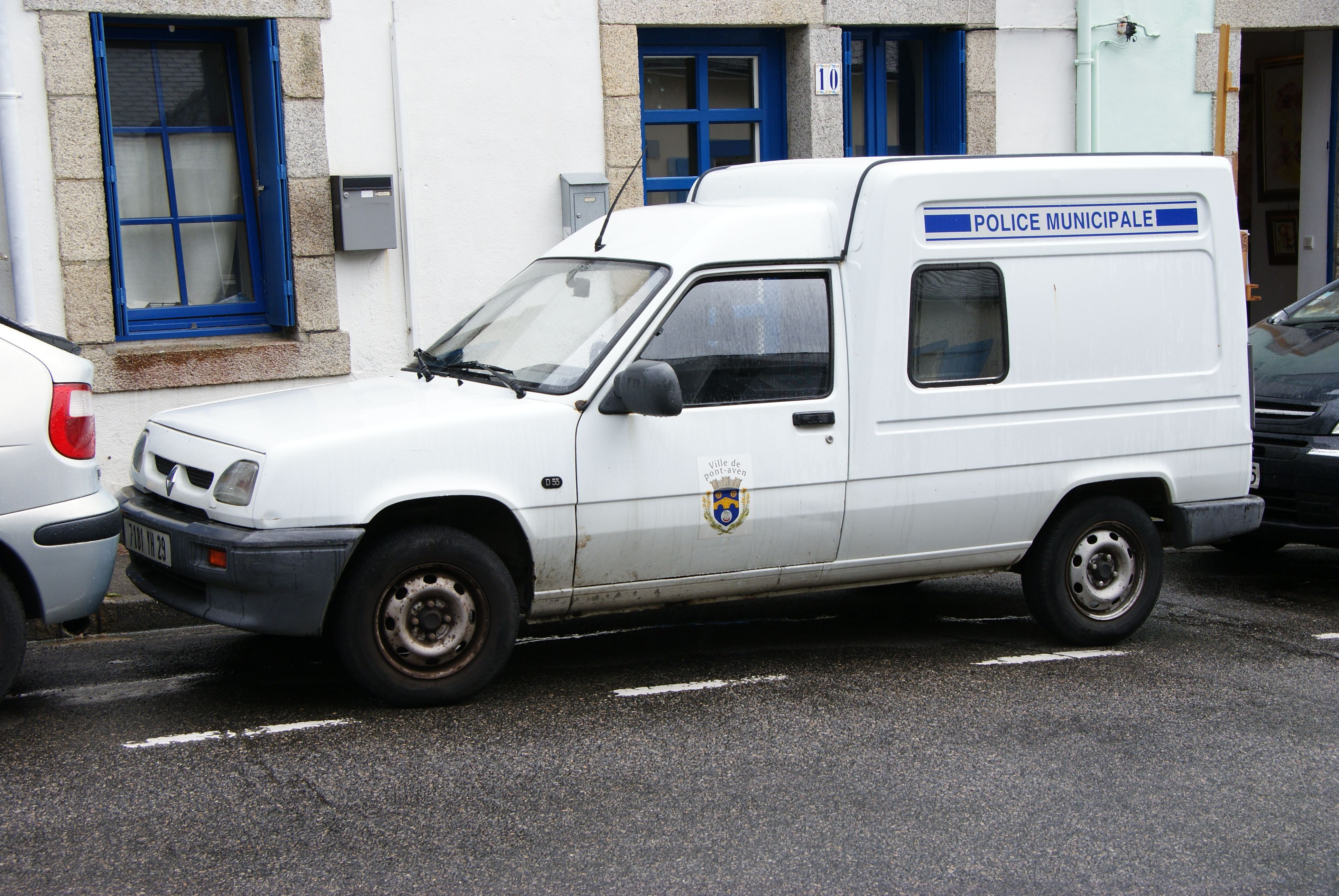
Renault Express der Stadtpolizei von Pont-Aven, Beschriftung vor 2005

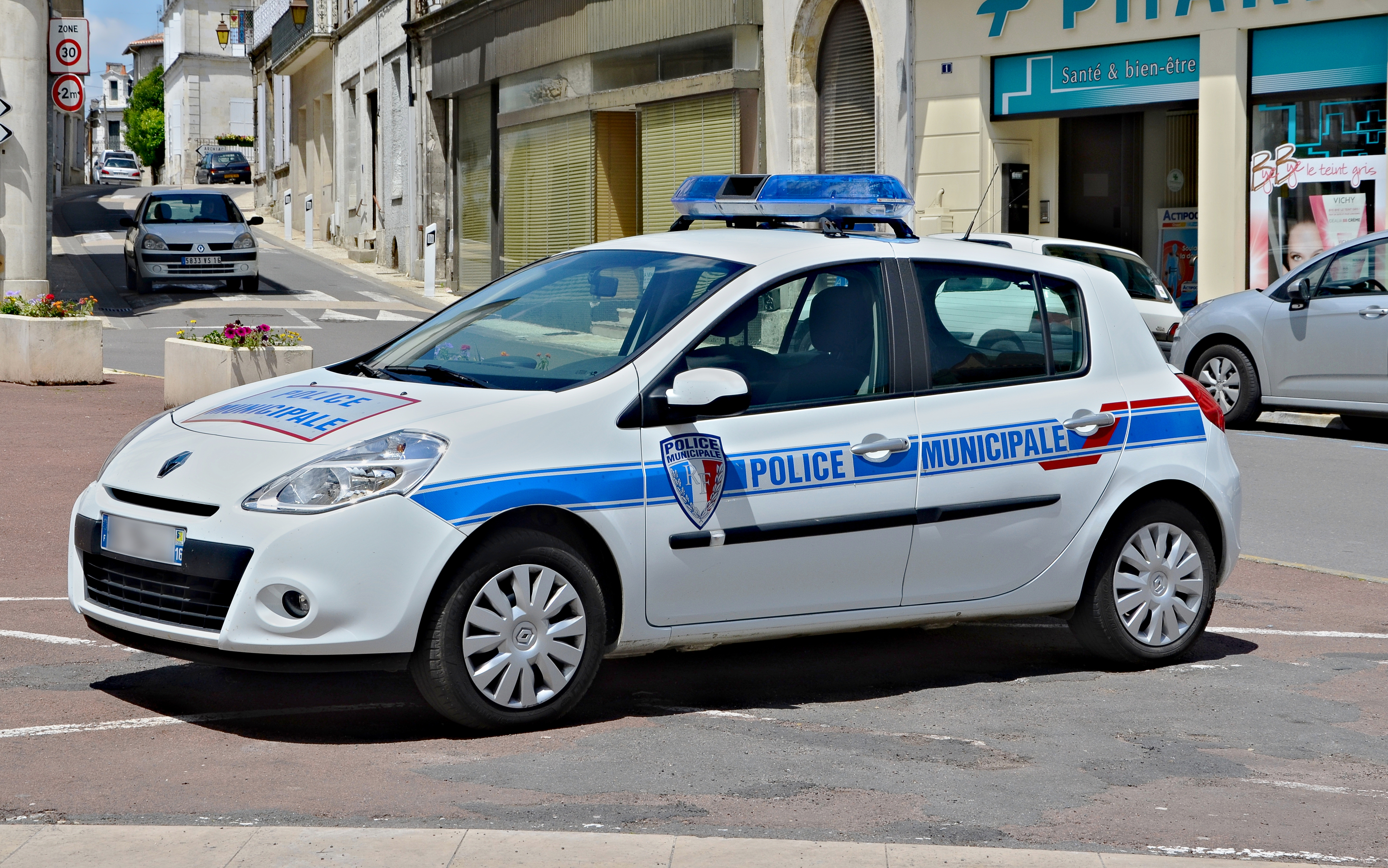
Renault Clio III der Stadtpolizei Châteauneuf-sur-Charente in seit 2005 landeseinheitlicher Beschriftung und Farbgebung.

Seit 2005 sind Farben, Muster und Beschriftung der Dienstfahrzeuge der Police municipale landesweit einheitlich geregelt. Bis dahin hatten sie im Ermessen der Gemeinden gelegen.

## Bewaffnung
Auf Antrag des Bürgermeisters kann die Stadtpolizei bewaffnet werden. Die gesetzlichen Möglichkeiten der Bewaffnung sind seit den 1990er Jahren stetig erweitert worden. Mit Stand 2015 können Beamte der Police municipale mit Tränengas, Schlagstöcken, Tasern, Gummigeschoss-Waffen (sogenannten „Flashballs“) und Faustfeuerwaffen ausgerüstet werden. Zwar tragen in vielen Gemeinden die Stadtpolizisten auch heute noch keine Schusswaffen (mit Stand Juli 2015 waren weniger als die Hälfte von ihnen bewaffnet); angesichts stark mediatisierter Fälle, in denen Angehörige der Police municipale – oft unbewaffnet – Opfer brutaler Gewalt wurden (darunter bei den Anschlägen in Paris im Januar 2015), besteht aber eine Tendenz zu weiterer Bewaffnung.